# Melanochromis benetos
Melanochromis benetos är en fiskart som beskrevs av Nancy J. Bowers och Stauffer, 1997. Melanochromis benetos ingår i släktet Melanochromis och familjen Cichlidae. IUCN kategoriserar arten globalt som livskraftig. Inga underarter finns listade i Catalogue of Life.